# Кокс, Нил
Нил Джеймс Кокс (англ. Neil James Cox; 16 декабря 1970) — английский футболист и футбольный тренер. Будучи игроком, провёл более 500 матчей в Футбольной лиге на позиции защитника за клубы «Сканторп Юнайтед», «Астон Вилла», «Мидлсбро», «Болтон Уондерерс», «Уотфорд», «Кардифф Сити», «Кру Александра» и «Лик Таун», также за сборную Англии до 21 года. С 2010 года занимался тренерской работой в качестве главного тренера или ассистента главного тренера.

## Футбольная карьера
Уроженец Сканторпа, Кокс начал футбольную карьеру в академии местного клуба «Сканторп Юнайтед» в возрасте 11 лет. В 1990 году подписал с клубом свой первый профессиональный контракт.
В феврале 1991 года перешёл в бирмингемский клуб «Астон Вилла» за 400 тысяч фунтов, что стало рекордной продажей в истории «Сканторп Юнайтед». В первом сезоне Премьер-лиги «Астон Вилла» заняла второе место в чемпионате, уступив 10 очков ставшему чемпионом «Манчестер Юнайтед». В сезоне 1993/94 Кокс помог «Вилле» выиграть Кубок Футбольной лиги, обыграв в финале «Манчестер Юнайтед». Всего провёл за «Астон Виллу» 56 матчей и забил 4 гола.
С марта по ноябрь 1993 года провёл шесть матчей за сборную Англии до 21 года.
В июле 1994 года главный тренер «Мидлсбро» Брайан Робсон (который был кумиром Кокса в детстве) инициировал трансфер Нила Кокса за 1 млн фунтов. Кокс стал первым игроком «Боро», купленным за такую сумму. В сезоне 1994/95 Кокс помог «Боро» выиграть Первый дивизион и выйти в Премьер-лигу и был включён в символическую «команду года» по версии PFA. Всего провёл за «Мидлсбро» более 100 матчей, включая финал Кубка Футбольной лиги 1997 года, в котором «Боро» проиграл «Лестер Сити» в переигровке. Также в 1997 году «Мидлсбро» вышел в финал Кубка Англии. Накануне финала произошла стычка между Коксом и его одноклубником Фабрицио Раванелли. Кокс считал, что Раванелли физически не готов играть, Раванелли утверждал обратное. Из-за стычки Робсон исключил Кокса из заявки на финал. В итоге Раванелли сыграл только 24 минуты в первом тайме, после чего захромал и попросил замену. Позднее Кокс признался, что сожалеет о том инциденте, так как из-за него «так никогда и не сыграл в финале Кубка Англии». Победу в игре одержал «Челси» со счётом 4:0. В итоге в 1997 году «Мидлсбро» потерпел два поражения в кубковых финалах и выбыл из Премьер-лиги.
Летом 1997 года Кокс перешёл в «Болтон Уондерерс» за 1,5 млн фунтов. Провёл в клубе два сезона. В 1999 году сыграл в финале плей-офф Первого дивизиона против «Уотфорда», в котором его команда потерпела поражение со счётом 0:2.
В ноябре 1999 года Кокс перешёл в «Уотфорд», недавно вышедший в Премьер-лигу, за 500 тысяч фунтов. По итогам сезона 1999/2000 команда выбыла из Премьер-лиги. Кокс был капитаном «Уотфорда» и провёл за клуб более 200 матчей.
В сезоне 2005/06 Кокс выступал за «Кардифф Сити», сыграв 27 матчей и забив 2 гола в рамках лиги.
В июне 2006 года стал игроком клуба «Кру Александра». Провёл в клубе два сезона, после чего завершил карьеру игрока.

## Тренерская карьера
В октябре 2010 года Кокс был назначен главным тренером клуба «Лик Таун». После серии травм в первой команде Кокс был зарегистрирован как игрок и в четырёх матчах сам выходил на поле. В апреле 2011 года покинул клуб «по личным причинам».
10 октября 2012 года был назначен ассистентом главного тренера «Уимблдона» Нила Ардли. И Ардли, и Кокс работали в клубе до 12 ноября 2018 года, когда оба покинули «Уимблдон» из-за серии плохих результатов.
С 2018 по 2020 год был ассистентом главного тренера «Ноттс Каунти».
7 августа 2020 года Кокс был назначен главным тренером клуба «Сканторп Юнайтед». 1 ноября 2021 года был уволен из-за плохого начала сезона 2021/22: команда набрала лишь 11 очков в 15 матчах и занимала последнюю строчку Лиги 2.
8 сентября 2023 года Кокс был назначен ассистентом главного тренера клуба «Йорк Сити» Нила Ардли. После увольнения Ардли в феврале 2024 года покинул клуб.

## Тренерская статистика
Данные приведены по состоянию на 30 октября 2021 года
| Команда          | Страна | Начало работы  | Завершение работы | Показатели | Показатели | Показатели | Показатели | Показатели |
| Команда          | Страна | Начало работы  | Завершение работы | И          | В          | Н          | П          | % побед    |
| ---------------- | ------ | -------------- | ----------------- | ---------- | ---------- | ---------- | ---------- | ---------- |
| Лик Таун         | Англия | 6 октября 2010 | 16 апреля 2011    | 31         | 10         | 3          | 18         | 032,26     |
| Сканторп Юнайтед | Англия | 7 августа 2020 | 1 ноября 2021     | 69         | 15         | 15         | 39         | 021,74     |
| Итого            | Итого  | Итого          | Итого             | 100        | 25         | 18         | 57         | 025,00     |

## Достижения
«Астон Вилла»
- Победитель Кубка Футбольной лиги: 1993/94[19]

«Мидлсбро»
- Победитель Первого дивизиона: 1994/95[2]
- Финалист Кубка Футбольной лиги: 1996/97[9]

Личные достижения
- Член «команды года» по версии PFA в Первом дивизионе: 1994/95[2]